# 日産FCレディース
日産FCレディース（にっさんエフシーレディース）は、かつて存在した女子サッカーチーム。当初は東京都、のち神奈川県横浜市を拠点としていた。
日本の女子サッカー初のクラブチーム「FCジンナン」を前身とし、日産自動車のスポンサードにより1986年に誕生し、日本女子サッカーリーグ（JLSL）に所属していた。日本サッカーリーグ（JSL）に所属していた日産自動車サッカー部（現：横浜F・マリノス）の女子チームという位置づけであった。
日本女子代表が多く所属していた。なお、1993年から男子チームがJリーグに「横浜マリノス」として参加することとなったため、それらの関係から1994年に廃部となった。

## 概要・歴史
「1990年アジア競技大会」から女子サッカーが正式種目になることに伴い「女子もサッカーの全国リーグを作ろう。」との機運が高まったため、各地域でのリーグで活動していたチームを中心に「日本女子サッカーリーグ」(JLSL)が1989年に誕生することが決定した。
東京都リーグに所属していたFCジンナンもJLSLへの参加を検討したが、チームの安定した運営を図るためにスポンサーを求めたところ、JSLの強豪「日産自動車サッカー部」を持つ日産自動車がスポンサーとなることが決定。1986年から女子チーム「日産FCレディース」として誕生した。
坂田恵、小澤純子、山木里恵など日本女子代表の所属するチームのため上位の成績を期待されたが、JLSL加入の際に高倉麻子が読売ベレーザに移籍したことが影響したのか、失点は少ないが得点もそれほど伸びなかったため思ったほどの結果を残すことが出来ず、また1993年から男子チームがJリーグに「横浜マリノス」として参加することも決定したため、その関係から1993年シーズンをもって廃部が決定。翌1994年3月に行われた第15回全日本女子サッカー選手権大会準々決勝でシロキFCセレーナにPK戦で敗れ、短い歴史に幕を降ろした。

## 成績
| 回 | 年度 | チーム名         | リーグ | チーム数 | 試合 | 勝点 | 勝 | 分 | 敗 | 順位 | 皇后杯   |
| -- | ---- | ---------------- | ------ | -------- | ---- | ---- | -- | -- | -- | ---- | -------- |
|    | 1986 | 日産FCレディース |        |          |      |      |    |    |    |      | 準々決勝 |
|    | 1987 | 日産FCレディース |        |          |      |      |    |    |    |      | 準々決勝 |
|    | 1988 | 日産FCレディース |        |          |      |      |    |    |    |      | 準決勝   |
| 1  | 1989 | 日産FCレディース | JLSL   | 6        | 10   | 7    | 2  | 3  | 5  | 5位  | 準々決勝 |
| 2  | 1990 | 日産FCレディース | JLSL   | 6        | 15   | 11   | 3  | 2  | 10 | 4位  | 1回戦    |
| 3  | 1991 | 日産FCレディース | JLSL   | 10       | 18   | 20   | 10 | 0  | 8  | 5位  | 準決勝   |
| 4  | 1992 | 日産FCレディース | JLSL   | 10       | 18   | 13   | 3  | 7  | 8  | 7位  | 準々決勝 |
| 5  | 1993 | 日産FCレディース | JLSL   | 10       | 18   | --   | 10 | -- | 8  | 4位  | 準々決勝 |

註）92年まで「勝ち点制」を採用。また前後期制を採用した93年の成績は年間順位。

## 獲得タイトル
- 1989年 第10回全日本女子サッカー選手権大会 ベスト4
- 1992年 第13回全日本女子サッカー選手権大会 ベスト4

## チームカラー
- チームカラーは青

(最終年のパターン)

## 歴代監督
（日本女子サッカーリーグ開幕以降）
- 1989年　鈴木保
- 1990年 - 1991年　早野宏史
- 1992年 - 1993年　下條佳明

## かつて所属していた選手
- GK
  - 小澤純子（日本女子代表）
  - 坂田恵（日本女子代表）
- MF
  - 山木里恵（日本女子代表）
- FW
  - 藤井奈々
  - 高嶋美奈子（日本女子代表）